# Rio Paricarana
Rio Paricarana är ett vattendrag i Brasilien.   Det ligger i delstaten Roraima, i den norra delen av landet, 2 600 km nordväst om huvudstaden Brasília.
Trakten runt Rio Paricarana består i huvudsak av gräsmarker. Trakten runt Rio Paricarana är nära nog obefolkad, med mindre än två invånare per kvadratkilometer.